# Maggio Musicale Fiorentino

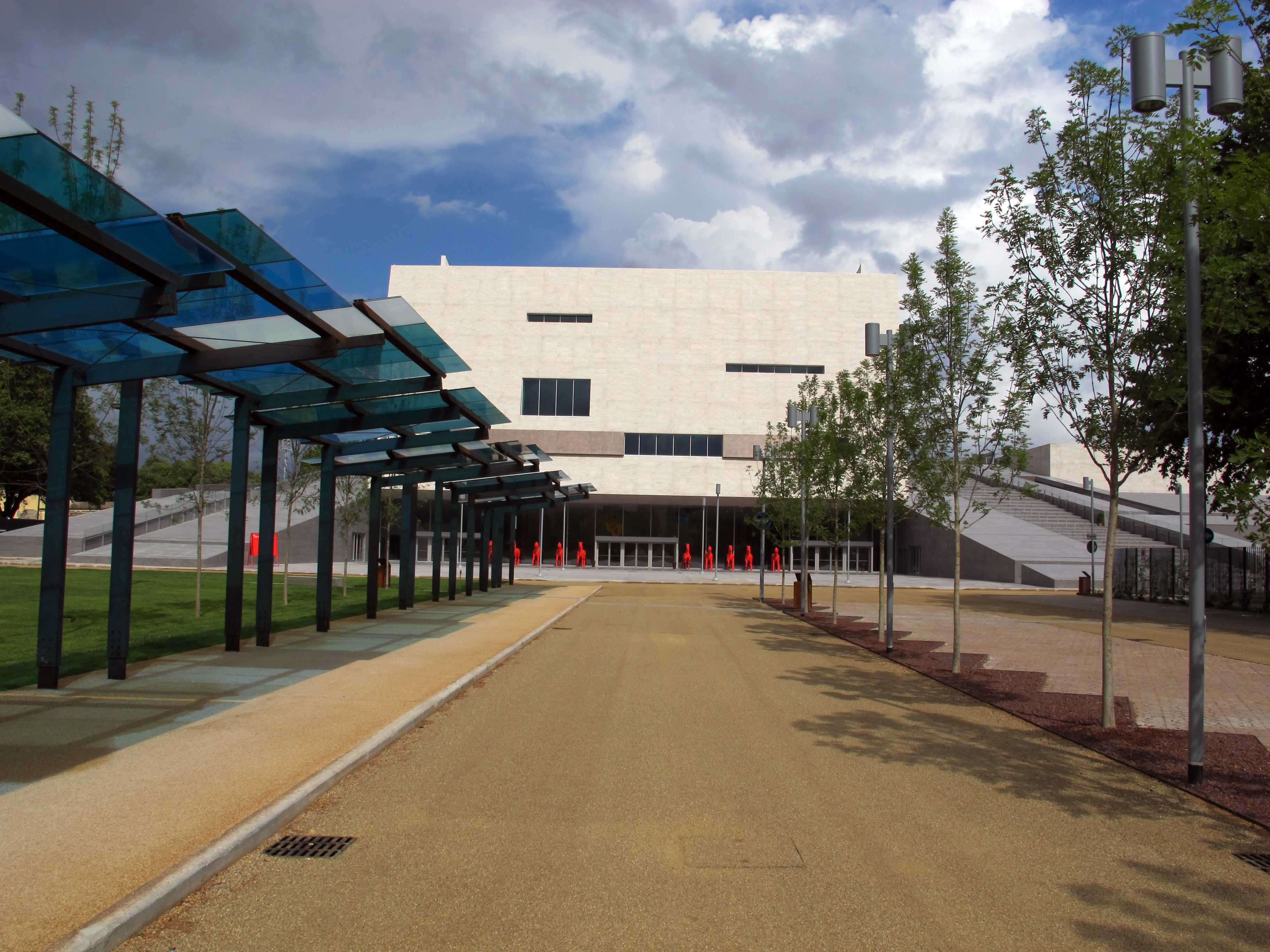
Opera di Firenze

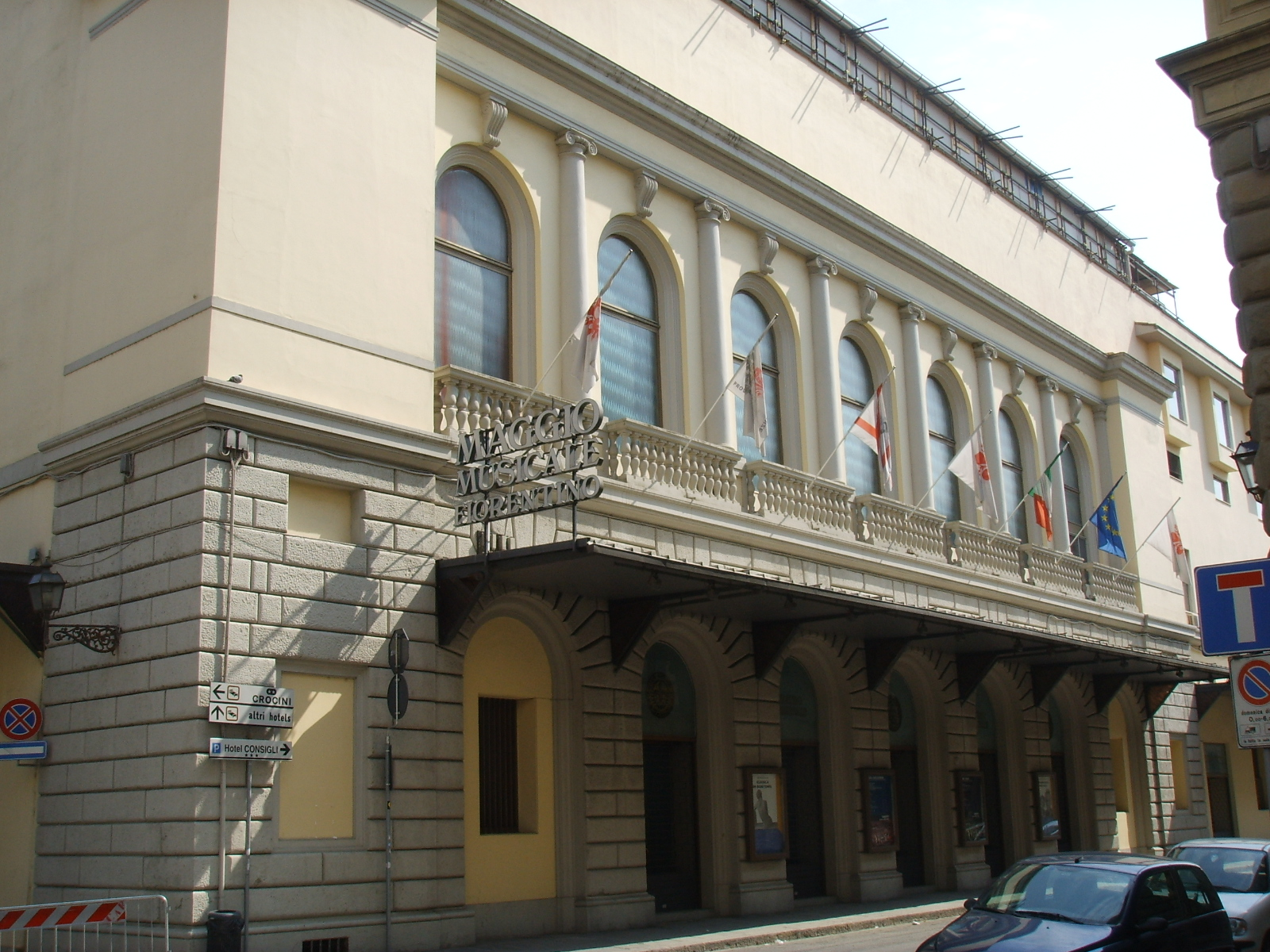
Teatro Comunale di Firenze

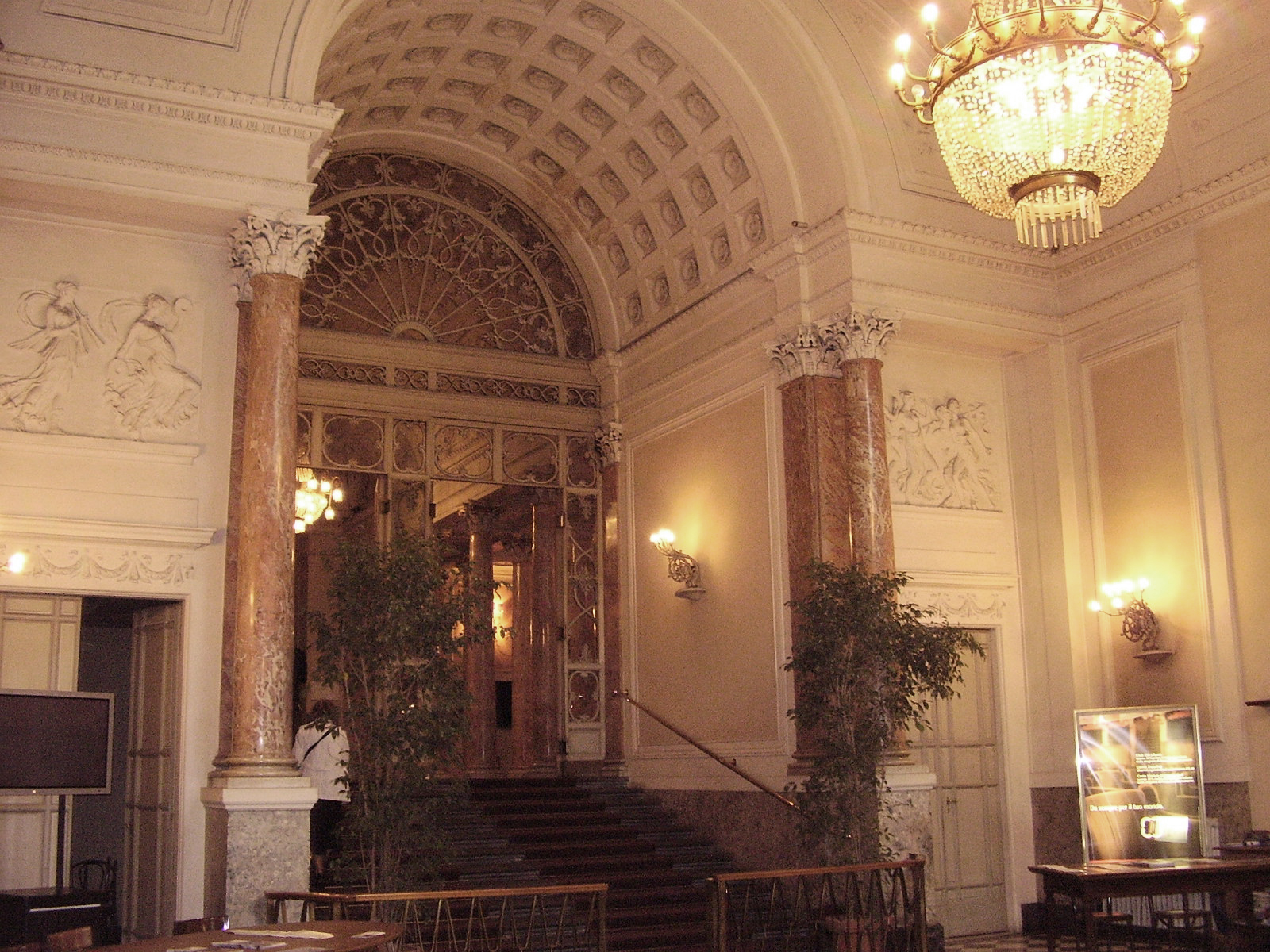
Teatro della Pergola

Das Maggio Musicale Fiorentino ist ein 1933 gegründetes Opernfestival, das jedes Jahr im Mai und Juni in der toskanischen Hauptstadt Florenz stattfindet. Es gilt als ältestes Musikfestival Italiens.

## Geschichte
Das Musikfestival Maggio Musicale Fiorentino wurde 1933 ursprünglich als Triennale (ab 1937 mit einer jährlichen Programmplanung) durch den faschistischen Adligen und Regierungsbeamten Luigi Ridolfi Vay da Verrazzano und den Dirigenten Vittorio Gui gegründet. Das erste Konzert fand am 22. April im Teatro Comunale di Firenze mit Verdis Nabucco statt. Weitere Opern waren damals "Laucrezia Borgia" (von Gaetano Donizetti), "La Vestale" (von Gaspare Spontini), "Falstaff" (von Giuseppe Verdi), "La Cenerentola" (von Gioacchino Rossini) und "I Puritani" (von Vincenzo Bellini). Vorträge wurden gehalten von E. J. Dent, Franz Werfel, Paul Valéry und Ildebrando Pizzetti. Weiters wurde diverse Konzerte gebracht, aber auch "Der Sommernachtstraum" von Shakespeare und das Italienische Mysterienspiel (Santa Uliva). Am 8. Mai gab es eine Musikalische Gedächtnisfeier für Feruccio Busoni. Bereits 1928 begründete Gui ein Orchester (Stabile Orchestrale Fiorentina). Dieses änderte 1933 seinen Namen in Orchestra del Maggio Musicale Fiorentino. Außerdem wurde 1933 durch Andrea Morosini der dazugehörige Chor (Coro del Maggio Musicale Fiorentino) gegründet. Anlass der Festivalgründung war das in Florenz gelebte Brauchtum im Mai (Calendimaggio). Die Veranstalter setzten sich seinerzeit zum Ziel, zeitgenössischen Werken Raum zu geben und vergessene Opern möglichst authentisch wiederaufführen zu lassen.
Viele berühmte Dirigenten und Sänger, wie Bruno Walter, Wilhelm Furtwängler, Zubin Mehta und Herbert von Karajan sind hier aufgetreten. Zu den Komponisten, die ihre Werke beim Maggio Musicale selbst aufgeführt haben, gehören Pietro Mascagni, Richard Strauss, Paul Hindemith, Béla Bartók und Igor Strawinsky. Der künstlerische Direktor ist zurzeit Paolo Arcà, der Chefdirigent Fabio Luisi.
Im Jahr 1952 zählte der Maggio Musicale zu den Gründungsorganisationen der European Festivals Association.

## Musikdirektoren des Orchesters
- Vittorio Gui (1928–1936)
- Mario Rossi (1937–1946)
- Bruno Bartoletti (1957–1964)
- Riccardo Muti (1969–1981)
- Zubin Mehta (1985–2017)[1]
- Fabio Luisi (2018–2019)[2]

## Uraufführungen (Auswahl)
- Gian Francesco Malipiero: Deserto tentato (1937)
- Gian Francesco Malipiero: Antonio e Cleopatra (1938)
- Vito Frazzi: Re Lear (1939)
- Ildebrando Pizzetti: Vanna Lupa (1949)
- Luigi Dallapiccola: Il prigioniero (1950)
- Vito Frazzi: Don Chisciotte (1952)

## Aufführungsorte
Die Aufführungen finden in der Opera di Firenze (bis 2014 im Teatro Comunale di Firenze) sowie im Teatro Goldoni und im Teatro della Pergola statt.

## Auszeichnungen
Die Aufführungen von Janáčeks Jenůfa (1992/93), Schuberts Fierrabras (1994/95) und Händels Tamerlano (2000/01) wurden mit dem italienischen Kritikerpreis Premio Abbiati ausgezeichnet.